# Museo Casa de Santos Dumont

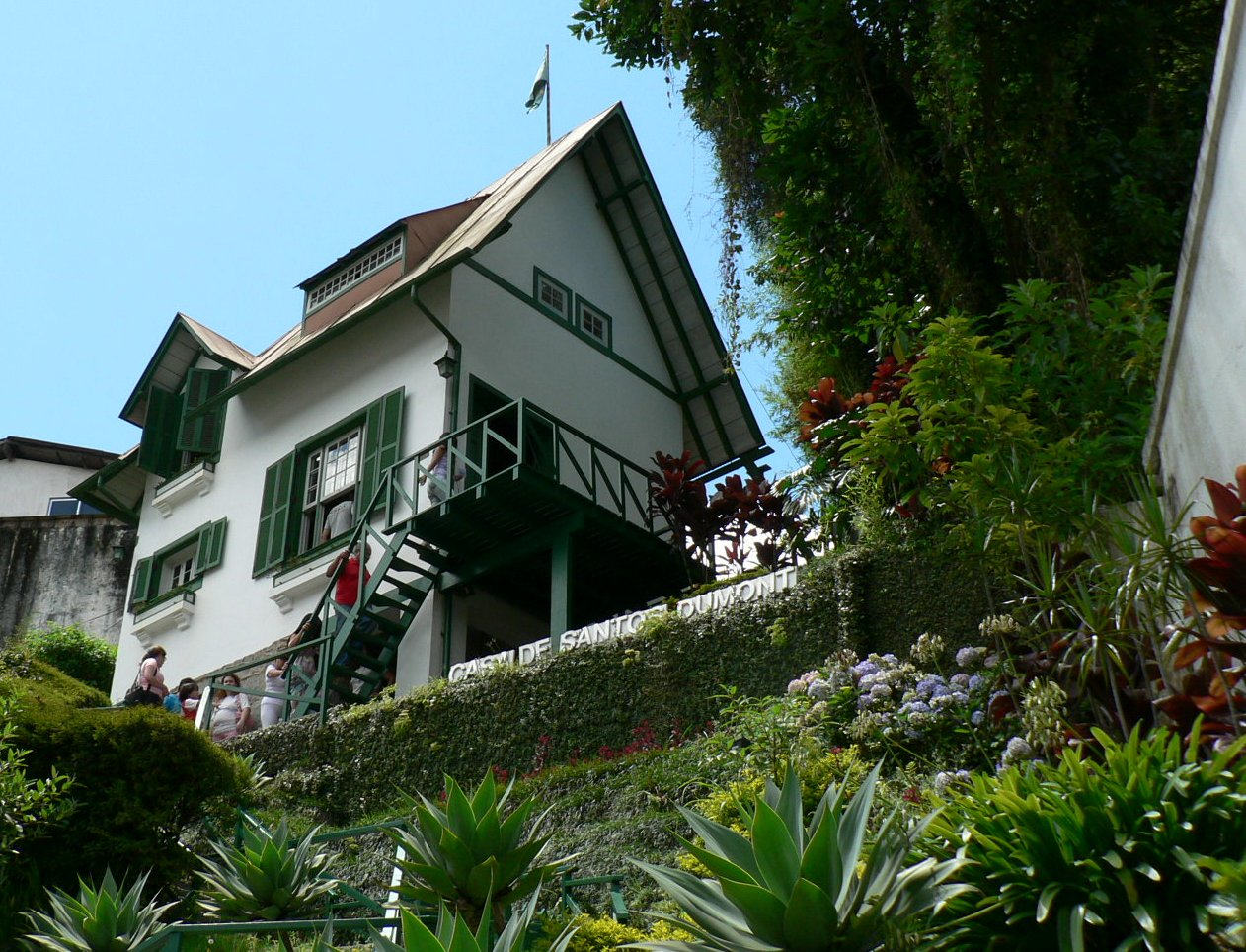
Museo Casa de Santos Dumont en Petrópolis (Brasil).

El Museo Casa Santos Dumont, más conocido como La Encantada, está ubicado en el municipio de Petrópolis, en el estado de Río de Janeiro, Brasil.
La casa de Santos Dumont, en Petrópolis, es una pintoresca residencia construida en 1918 incrustada en un sector escarpado de esta ciudad brasileña.
La calle elegida ahora se llama Rua do Encanto y, en Petrópolis, la casa fue apodada como "La Encantada". Fue construida con la ayuda del ingeniero Eduardo Pederneiras.
La casa tiene algunas peculiaridades: una ducha de agua caliente que funciona con alcohol, por el momento la única en Brasil, uno de los últimos inventos de Santos Dumont es una escalera exterior donde sólo se puede comenzar a subir con la pierna derecha; y la propia arquitectura de la casa, donde no se utilizan divisiones entre habitaciones; la casa no tiene cocina; esta casa tiene tres pisos, más un observatorio, sobre el techo.
El segundo libro del aviador, O que eu vi, o que nós veremos, fue escrito en esta casa en 1918.
Después de la muerte de Santos Dumont, sus sobrinos donaron la casa al Ayuntamiento de Petrópolis para "establecer una institución que mantuviese viva su memoria".
El 14 de julio de 1952, la casa fue catalogada por IPHAN y ahora es parte del Patrimonio Histórico y Artístico Nacional.